# 亚德兰科·普尔利奇
亞德蘭科·普爾利奇（1959年6月10日—）為克羅埃西亞政治家，曾經於克羅埃西亞-波士尼亞戰爭中擔任克罗地亚国防委员会主席，並且在黑塞哥-波斯尼亚克罗地亚共和国擔任唯一一任的軍事指揮官暨總理一職。其早年畢業於莫斯塔爾大學經濟學院，之後於塞拉耶佛大學經濟與商業學院取得碩士和博士學位。1988年時他擔任了莫斯塔爾的市長，並於1989年成為波士尼亞與赫塞哥維納社會主義共和國執行委員會副主席一職。1992年時马特·博班任命其為首席財務總監，之後在1992年8月14日時擔任黑塞哥-波斯尼亚克罗地亚共和国國防事務委員會最高負責人以及總理一職。1994年6月時則擔任了波士尼亞與赫塞哥維納聯邦國防部部長暨副總理，最後在1996年1月開始到2001年1月為止則擔任波士尼亞與赫塞哥維納的外交部部長。
由於涉嫌統治黑塞哥-波斯尼亚克罗地亚共和国時針對波士尼亞克人以及塞尔维亚族人犯下戰爭罪以及種族清洗等罪刑，因此與其他六名重要政府官員遭到前南斯拉夫問題國際刑事法庭進行審判。在審訊期間法庭認為其與克羅埃西亞國防部部長戈伊科·舒沙克、克羅埃西亞總統弗拉尼奥·图季曼、克羅埃西亞參謀長扬科·博贝特科與克羅埃西亞赫塞哥波士尼亞共和國總統马特·博班等官員展開了聯合犯罪計畫，2013年5月29日時前南斯拉夫問題國際刑事法庭判處其有罪並且必須服25年的有期徒刑。

## 外部連結
- （英文） ICTY（页面存档备份，存于）

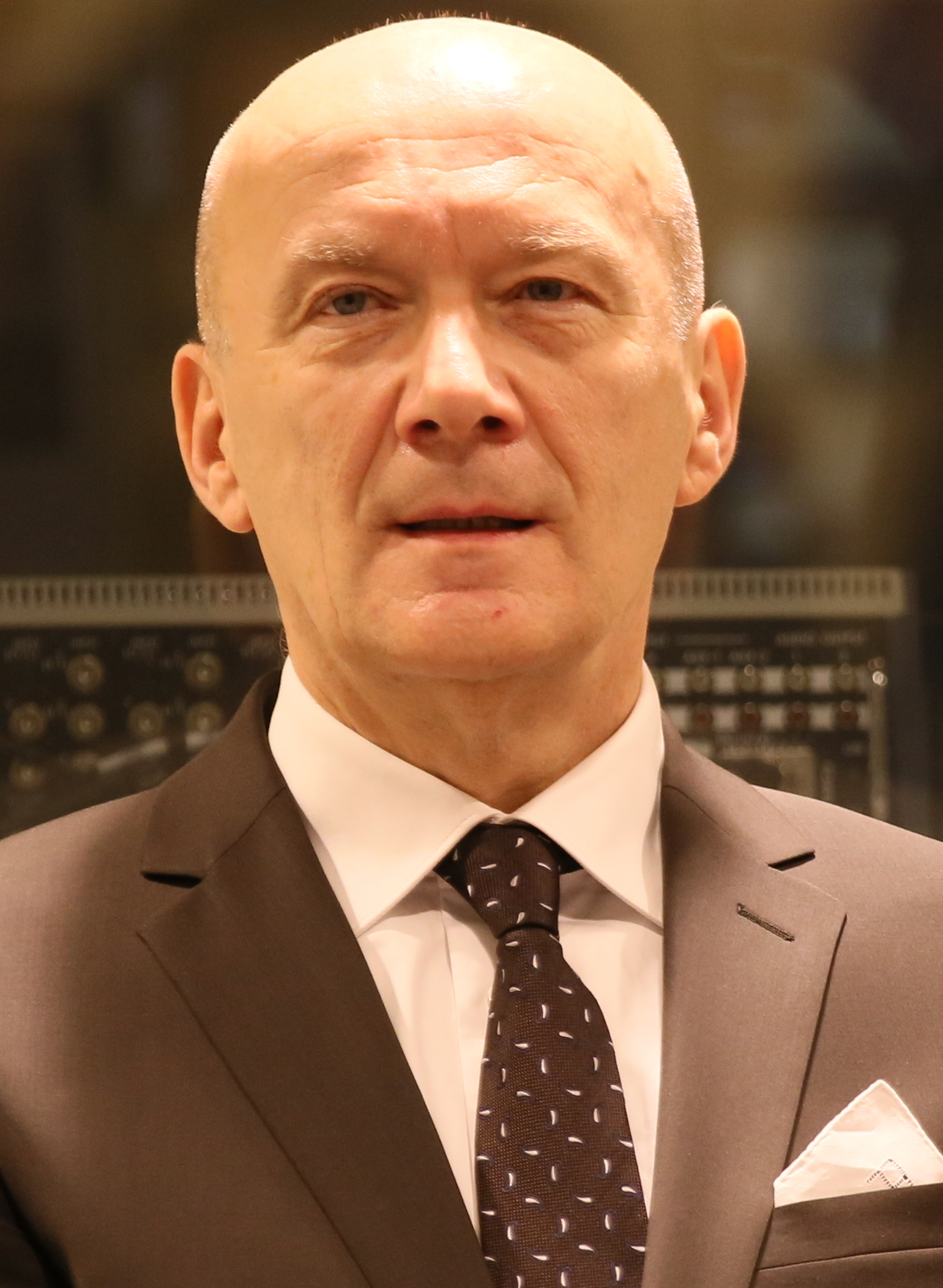
亞德蘭科·普爾利奇

- （英文） Judgement Summary for Jadranko Prlić and others（页面存档备份，存于）
- （英文） The Cases
- （英文） Prlić, Jadranko（页面存档备份，存于）